# Peripoli Day
Il Peripoli Day è stato il tentativo della Peripoli di eguagliare il successo del Piaggio Ciao creando ad anni di distanza un ciclomotore a trasmissione automatica con pochi inserti di plastica (nera e non verniciata).

## Il contesto
Il Peripoli Day è entrato in produzione nel 1988 dove rimarrà fino al 2000 con la versione SX, ma le vendite rimasero limitate, nonostante il prezzo di ca. 900.000 lire, inferiore persino al Piaggio Ciao. A fine anni Ottanta il Day era uno dei ciclomotori più economici sul mercato italiano, fra i pochissimi sotto il milione. Non era infrequente vederlo nelle televendite insieme ad altri articoli. 
Il Day è provvisto di un motore Franco Morini a 2 tempi di 49 cm³ a trasmissione automatica che funziona con una miscela benzina-olio 2%, i freni sono a tamburo.
Monta un carburatore Dell'Orto SHA 14/12 e un serbatoio a telaio da 1L, che come tale ha un tappo per lo sfiato dell'aria sotto la sella.
Il Peripoli Day è uno degli ultimi motorini in cui la trasmissione alla ruota avviene tramite catena e come consuetudine sui ciclomotori di questo tipo lo spegnimento avviene tramite il "bottone di massa".
Nel fanale anteriore sono integrati la luce di posizione, un anabbagliante, il clacson ed è predisposto per integrare un contachilometri. Le sospensioni erano prodotte dalla Casa stessa (che produceva anche attrezzi e molloni ginnici), la forcella era a molle ed elastomeri, così come l'ammortizzatore, una semplice molla con una corsa di 5 cm, gli pneumatici sono dei 2x16 (anche se è possibile montare gli pneumatici di dimensioni 2¼x16).
Esistono due versioni di Peripoli Day, quella più vecchia si chiama LX e consiste in due allestimenti uno a sella singola e uno a sella doppia, mentre la versione SX è più sportiva; a occhio le differenze principali sono che: nella versione LX il cavalletto è centrale e il parafango posteriore è simile a quello di una bicicletta, mentre nella versione SX il parafango posteriore e simile a quello delle motocross e il cavalletto è laterale.